# Zürich
Zürich este capitala cantonului Zürich, cel mai mare oraș și inima comercială a Elveției, cu o populație de 364.558 de locuitori în 2002 (și 1.091.732 în zona metropolitană).
Orașul Vechi se întinde pe ambele maluri ale râului Limmat, care curge de la lac, care rulează spre început la nord și apoi transformă treptat într-o curbă spre vest. Centrul geografic (și istoric), al orașului este Lindenhof, un mic deal natural pe malul de vest al Limmat, la aproximativ 700 de metri nord de unde problemele râului de la Lacul Zürich. Astăzi, orașul se întinde încorporat oarecum dincolo de limitele naturale hidrografic de dealuri și include unele cartiere spre nord-est, în Valea Glatt (în germană: Glattal) și la nord în Valea Limmat (în germană: Limmattal). Cu toate acestea, limitele orașului vechi sunt ușor de recunoscut de către canalul Schanzengraben. Acest curs artificial a fost folosit pentru construirea unei a treia fortărețe în sec XVII – XVIII. Zürich este situat la 408 m deasupra nivelului mării, în partea mai joasă (nordică) a Lacului Zürich (Zürichsee) aproximativ 30 km la nord de Alpi, amplasat între dealuri împădurite la vest și est.

## Geografie

#### Topografie
Municipalitatea din Zürich are o suprafață de 91.88 km², din care 4.1 km² este compus din lacul Zürich. Zona include o secțiune din nordul Podișului elvețian. Malurile Limmat constituie cel mai intens partea orașului. Râul este orientat în direcția sud-est - nord-vest, cu o podea plată la vale, având o lățime de doi-trei kilometri. Parțial canalizat și îndreptat Limmat curge în partea centrală a văii, dar întotdeauna de-a lungul părții drepte (nordic). Râul Sihl se întâlnește cu Limmat la sfârșitul Platzspitz-ului, care se învecinează cu Swiss National Museum. Cel mai jos punct al Limmat-ului e în municipiului Oberengstringen, la 392 m deasupra nivelului mării.

#### Clima
Zürich are, în funcție de definiția folosită, un climat umed continental sau oceanic (Köppen CFB / DFB), cu patru anotimpuri distincte. Decisive pentru clima din Zurich sunt atât vânturile din direcțiile vest, care de multe ori duce la precipitații și, pe de altă parte, Bise (vântul de est sau nord-est), care este de obicei asociat cu situații de mare presiune, dar mai cu faze de vreme mai rece având temperaturi mai mici decât media. Vântul Foehn, care joacă un rol important în văile alpine de nord, are un impact limitat asupra Zürich-ului.
| Date climatice pentru Zürich-Fluntern (1981–2010) | Date climatice pentru Zürich-Fluntern (1981–2010) | Date climatice pentru Zürich-Fluntern (1981–2010) | Date climatice pentru Zürich-Fluntern (1981–2010) | Date climatice pentru Zürich-Fluntern (1981–2010) | Date climatice pentru Zürich-Fluntern (1981–2010) | Date climatice pentru Zürich-Fluntern (1981–2010) | Date climatice pentru Zürich-Fluntern (1981–2010) | Date climatice pentru Zürich-Fluntern (1981–2010) | Date climatice pentru Zürich-Fluntern (1981–2010) | Date climatice pentru Zürich-Fluntern (1981–2010) | Date climatice pentru Zürich-Fluntern (1981–2010) | Date climatice pentru Zürich-Fluntern (1981–2010) | Date climatice pentru Zürich-Fluntern (1981–2010) |
| Luna                                              | Ian                                               | Feb                                               | Mar                                               | Apr                                               | Mai                                               | Iun                                               | Iul                                               | Aug                                               | Sep                                               | Oct                                               | Nov                                               | Dec                                               | Anual                                             |
| ------------------------------------------------- | ------------------------------------------------- | ------------------------------------------------- | ------------------------------------------------- | ------------------------------------------------- | ------------------------------------------------- | ------------------------------------------------- | ------------------------------------------------- | ------------------------------------------------- | ------------------------------------------------- | ------------------------------------------------- | ------------------------------------------------- | ------------------------------------------------- | ------------------------------------------------- |
| Maxima medie °C (°F)                              | 2.9 (37,2)                                        | 4.6 (40,3)                                        | 9.5 (49,1)                                        | 13.8 (56,8)                                       | 18.5 (65,3)                                       | 21.6 (70,9)                                       | 24.0 (75,2)                                       | 23.3 (73,9)                                       | 18.8 (65,8)                                       | 13.7 (56,7)                                       | 7.2 (45)                                          | 3.7 (38,7)                                        | 13,5 (56,3)                                       |
| Media zilnică °C (°F)                             | 0.3 (32,5)                                        | 1.3 (34,3)                                        | 5.3 (41,5)                                        | 8.8 (47,8)                                        | 13.3 (55,9)                                       | 16.4 (61,5)                                       | 18.6 (65,5)                                       | 18.0 (64,4)                                       | 14.1 (57,4)                                       | 9.9 (49,8)                                        | 4.4 (39,9)                                        | 1.4 (34,5)                                        | 9,3 (48,7)                                        |
| Minima medie °C (°F)                              | −2 (28,4)                                         | −1.6 (29,1)                                       | 1.7 (35,1)                                        | 4.5 (40,1)                                        | 8.8 (47,8)                                        | 11.9 (53,4)                                       | 14.0 (57,2)                                       | 13.8 (56,8)                                       | 10.5 (50,9)                                       | 7.0 (44,6)                                        | 2.0 (35,6)                                        | −0.7 (30,7)                                       | 5,8 (42,4)                                        |
| Precipitații mm (inches)                          | 63 (2.48)                                         | 64 (2.52)                                         | 78 (3.07)                                         | 83 (3.27)                                         | 122 (4.8)                                         | 128 (5.04)                                        | 124 (4.88)                                        | 124 (4.88)                                        | 99 (3.9)                                          | 86 (3.39)                                         | 79 (3.11)                                         | 83 (3.27)                                         | 1.134 (44,65)                                     |
| Zăpadă cm (inches)                                | 18.4 (7.24)                                       | 22.0 (8.66)                                       | 13.7 (5.39)                                       | 3.0 (1.18)                                        | 0.0 (0)                                           | 0.0 (0)                                           | 0.0 (0)                                           | 0.0 (0)                                           | 0.0 (0)                                           | 0.8 (0.31)                                        | 8.0 (3.15)                                        | 19.1 (7.52)                                       | 85,0 (33,46)                                      |
| Umiditate [%]                                     | 83                                                | 78                                                | 72                                                | 69                                                | 71                                                | 71                                                | 71                                                | 74                                                | 79                                                | 83                                                | 84                                                | 84                                                | 77                                                |
| Nr. de zile cu precipitații (≥ 1.0 mm)            | 10.5                                              | 9.3                                               | 11.9                                              | 11.4                                              | 12.4                                              | 12.7                                              | 12.3                                              | 11.6                                              | 10.2                                              | 9.9                                               | 10.3                                              | 11.4                                              | 133,9                                             |
| Nr. mediu de zile cu ninsoare (≥ 1.0 cm)          | 4.8                                               | 5.2                                               | 3.2                                               | 0.7                                               | 0.0                                               | 0.0                                               | 0.0                                               | 0.0                                               | 0.0                                               | 0.1                                               | 1.6                                               | 4.8                                               | 20,4                                              |
| Ore însorite                                      | 55                                                | 81                                                | 124                                               | 153                                               | 175                                               | 189                                               | 215                                               | 200                                               | 150                                               | 102                                               | 59                                                | 42                                                | 1.544                                             |
| Sursă: MeteoSwiss                                 |                                                   |                                                   |                                                   |                                                   |                                                   |                                                   |                                                   |                                                   |                                                   |                                                   |                                                   |                                                   |                                                   |

#### Zona urbană
Zonele din jurul Limmat sunt aproape complet populate (zone rezidentiale, industriale, zone comerciale). De asemenea dens construit, locatii expuse la soare și de preferat rezidentiale pe dealuri cu vedere spre Zürich, Waidberg și Zürichberg și secțiunea de jos a pantei pe partea de vest a văii pe Uetliberg. 
„Plămânii verzi” ai orașului includ zonele vaste de pădure Adlisberg, Zürichberg, Käferberg, Hönggerberg și Uetliberg. Parcuri mari sunt de asemenea situate de-a lungul lacului (Zurichhorn și Enge). În plus, suprafața cultivată prin parcuri și grădini este slăbit. Terenurile agricole sunt situate în apropiere de Affoltern și Seebach. Din suprafața totală a municipiului Zürich (în 1996, fără lac), 45,4% sunt asezari, industrie și comerț, 15,5% sunt transporturi, 26,5% sunt păduri, 11%: este agricultura și 1,3% este apă.

#### Demografie
Există oficial 409,241 de oameni care trăiesc în Zürich (din 31 decembrie 2017), ceea ce face cel mai mare oras din Elveția. Locuitorii înregistrați, 32% (133,473  persoane) nu dețin cetățenia elvețiană. Dintre aceștia, cetățeni germani alcătuiesc cel mai mare grup, cu 8%, urmat de italieni. Populația din suburbiile orașului sunt 1.080.000 de oameni. Cu toate acestea, întreaga zonă metropolitană (inclusiv orașe din Winterthur, Baden, Brugg, Schaffhausen, Frauenfeld, Uster / Wetzikon, Rapperswil-Jona și Zug) are o populație de aproximativ 1.83 milioane de oameni.

#### Religie
Având în vedere că reforma condus de Huldrych Zwingli, Zürich a rămas centrul și bastion al protestantismului în Elveția. În cursul secolului 20, acest lucru s-a schimbat după cum catolicii au devenit mai mari decât biserica reformată din oraș, cu 33,3% în anul 2000.  Un număr tot mai mare de locuitori, aproximativ 16,8% din populație în anul 2000, s-au declarat ei înșiși ca fiind fără religie. Cu toate acestea din 2000, cei care declară nici o religie sau având o alta religie decat fie protestantismul sau catolicism a crescut rapid. Ca pe la sfârșitul anului 2009, acest grup declarând nici o religie sau o alta religie decat mainstream, creștinismul este cel mai mare atât în cadrul cantonul Zürich și orașul Zurich. În Zurich, la sfârșitul anului 2008, mai puțin de o treime (112000) au fost catolici, chiar mai puțin (97000) au fost reformate și de departe cel mai mare grup cu cei 157 de mii nu este cu nici una din cele 2 confesiuni (ex. musulmanii).

#### Economia
Zürich este un important centru financiar global. Greater Zürich Area este centrul economic din Elveția și casa unui număr mare de companii internationale. De departe cel mai important sector din economia Zürich este industria de servicii, care are aproape patru cincimi din muncitori. Alte industrii importante sunt industria usoara, de mașini și industria textilă și turism. Cele mai multe bănci elvețiene au sediul în Zürich și există numeroase bănci străine în zona Greater Zürich. Situată în Zürich, Bursa de Valori, a fost înființată în 1877 și este în prezent la bursa de valori al patrulea cel mai important din lume. În plus, Zürich este cel mai mare centru comercial de aur. Zece din cele 50 mari companii din țară au sediul social în Zürich, printre care UBS, Credit Suisse, Swiss Re și Zurich Financial Services.

## Educație
În Zürich se află prestigioasa ETH Zürich (Universitatea Tehnică Federală din Zürich).

## Sport

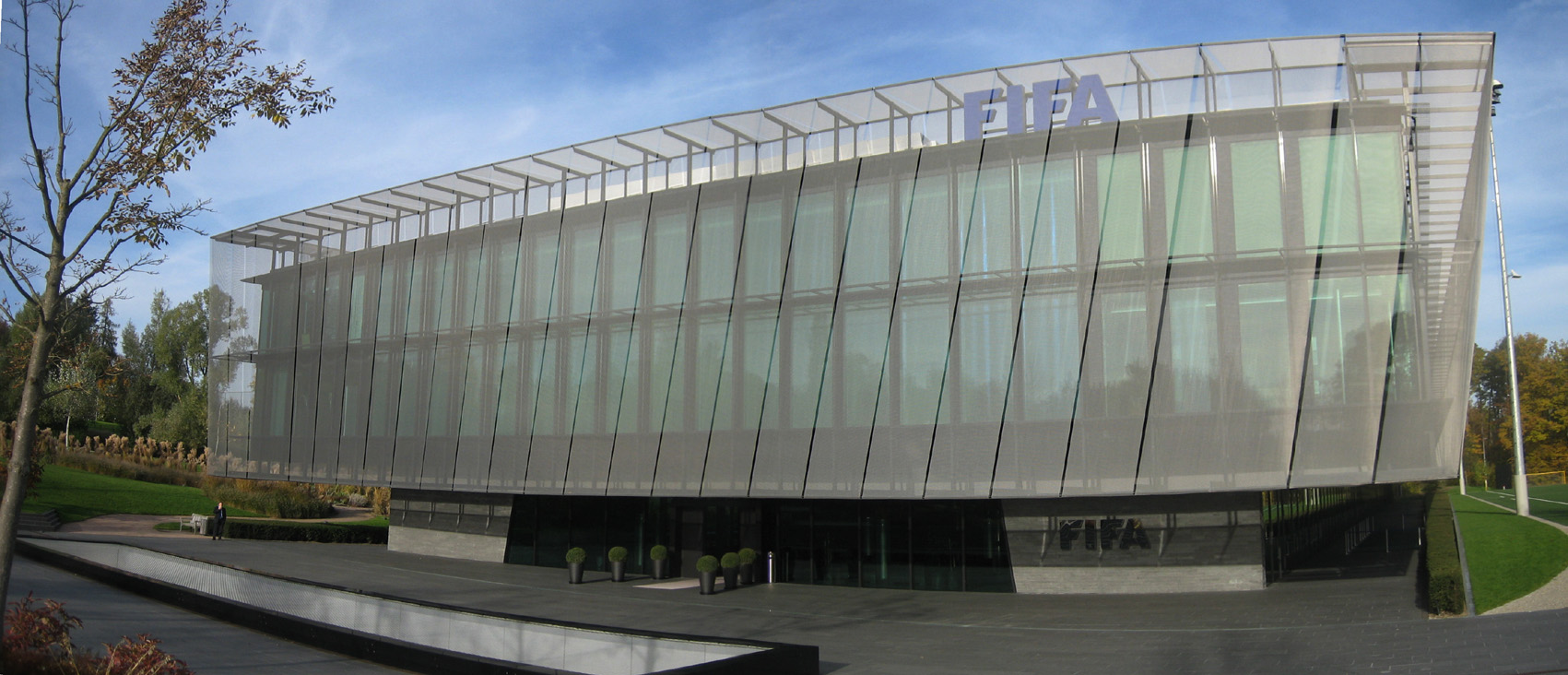
Sediul FIFA

În Zürich este sediul federației internaționale de fotbal – Fédération Internationale de Football Association (FIFA). Orașul este casa a două mari cluburi de fotbal elvețiene, care participă regulat în Superliga Elvețiană: Grasshopper Club Zürich, fondat în 1886 și FC Zürich care există din 1896.

## Personalități marcante
- Conrad Gesner (1516 - 1565), medic;
- Johann Heinrich Pestalozzi (1746 - 1827), pedagog, reformator al educației;
- Gottfried Keller (1819 - 1890), scriitor;
- Conrad Ferdinand Meyer (1825 - 1898), scriitor;
- Hermann Rorschach (1884 - 1922), psihiatru, psihanalist;
- Victor Goldschmidt (1888 - 1947), chimist;
- Plautius Andronescu (1893 - 1975), inginer electrotehnician român, creatorul școlii românești de electrotehnică teoretică, membru titular al Academiei de Științe Tehnice din România și membru corespondent al Federației Internaționale a inginerilor;
- Max Frisch (1911 - 1991), scriitor, arhitect elvețian;
- Mario Adorf (n. 1930), actor;
- Köbi Kuhn (1943 - 2019), fotbalist, antrenor;
- Lisa Fitz (n. 1951), actriță germană;
- Andy Hug (1964 - 2000), karateka, kickboxer;
- Adrian von Ziegler (n. 1989), compozitor;
- Viktorija Golubic (n. 1992), tenismenă;
- Marc-Andrea Hüsler (n. 1996), jucător de tenis.

## Galerie de imagini

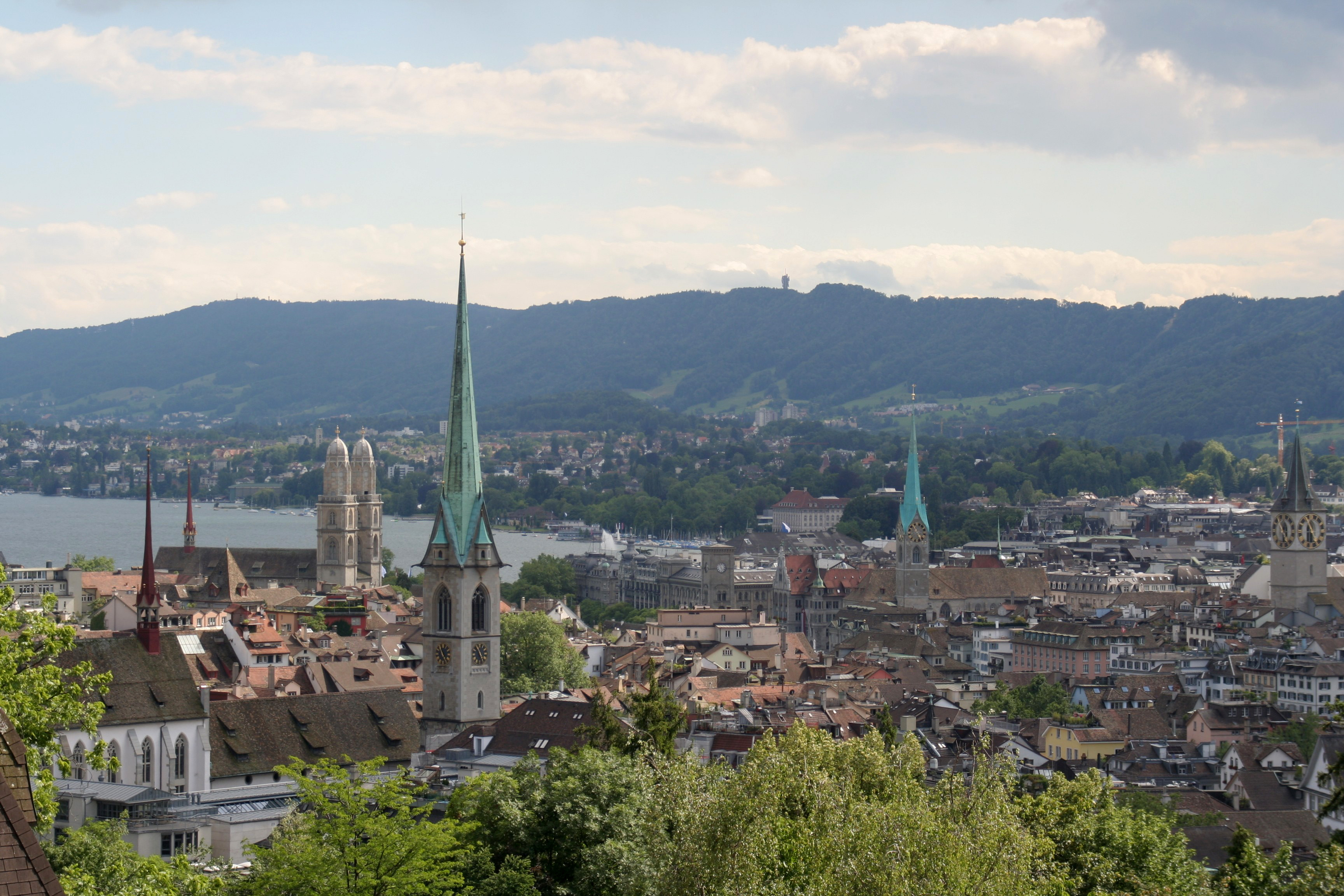
Zürich (vedere de ansamblu)
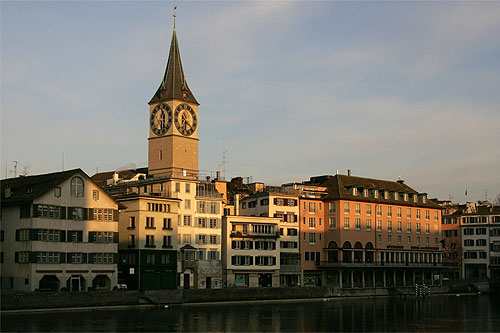
Biserica St.Peter (cu cel mai mare ceas de turn din lume, 8,67 m diametru)